# Слој везе
Слој везе (енгл. Data Link Layer) је други ниво ОСИ референтног модела, задужен за постављање, пријем и пренос пакета путем локалног медијума (везе двају чворова). Техника постављања пакета на медијум се зове „контрола приступа медијуму“. Током само једне комуникације пакет може да се преноси путем више различитих медијума, па сходно томе овом слоју припада низ различитих протокола који користе различите методе енкапсулације пакета у фрејмове и приступа медијуму. Ови протоколи одређују како форматирати пакете, за пренос путем различитих медија. На овом слоју може најбоље да се увиди смисао слојевите структуре мреже. Сваки слој треба да функционише тако да има минималан утицај и увид у рад других слојева. Без овог слоја протоколи слоја мреже, као што је IP морали би да дефинишу како приступати сваком типу медијума, па с обзиром на то IP би морао да се прилагођава сваки пут кад се развије нека од нових технологија или медијума.

## Медијуми и подслојеви
Медијуми могу бити:
- бакарни кабл
- оптички фибер
- атмосфера

Слој везе уведен је као спој између софтверских и хардверских процеса, слојева изнад и слоја испод.
У том смислу овај слој је подељен на два подновоа:
- подслој - Логика (software)
- подслој - Медијум (hardware)

### MAC подслој
Подслој контроле приступа медијуму, контролише како се постављају фрејмови података на различите медијуме. 
Приступ медијуму и методе које се користе зависе од неколико фактора:
- Врсте медијума
- Начина поделе медијума (ако се медијум дели између више корисника)
- Топологије мреже

Ако се ради о медијуму који везује само два чвора (енгл. point-to-point) топологија, методе приступа су једноставне, без потребне или са простом контролом приступа и комуникације. Комуникација у овом случају се може одвијати на два начина:
- Обострано - један канал за слање података, други за пријем.
- Једнострано - један канал и за слање и за пријем.

Ако се ради о медијуму које је заједнички за више корисника (дељен медијум типа Wireless).
Корисник приступа медијуму на један од следећих начина уз пратеће механизме:
- Контролисано (детерминистички) - сваком од корисника је додељен интервал времена за обављање комуникације
- Не детерминистички - омогућава кориснику да покуша са слањем кад год има потребу за тим. У овом случају постоје механизми који су задужени за контролу комуникације како не би долазило до колизије сигнала (интеракције или интерференције).
  - 
  - 

## MAC адреса
Слој везе у случају дељених медијума (заједничке логичке мреже) разликује уређаје на основу њихових физичких адреса (MAC адреса). Ове адресе, изворишна и одредишна, наводе се у раму (фрејму), тј. заглављу овог слоја и односе се само на чворове унутар једне мреже.

## Протоколи
За разлику од протокола виших слојева, протоколи овог слоја углавном нису дефинисани у RFC документима. Наведена је листа неких од њих и организације које су их развиле.
- протокол

- ИСО проткол

- протоколи
  -  Ethernet
  -  Token ring
  -  wireless LAN

- протоколи
  -  ISDN Data Link
  -  Frame Relay